# Phường 7, thành phố Bến Tre
Phường 7 là một phường thuộc thành phố Bến Tre, tỉnh Bến Tre, Việt Nam.

## Địa lý
Phường 7 có vị trí địa lý:
- Phía đông giáp Phường 5
- Phía tây giáp xã Bình Phú
- Phía tây nam giáp huyện Mỏ Cày Bắc với ranh giới là sông Hàm Luông
- Phía nam giáp xã Mỹ Thạnh An với ranh giới là sông Bến Tre
- Phía bắc giáp Phường 6.

Phường có diện tích 2,19 km², dân số năm 1999 là 7.173 người, mật độ dân số đạt 3.275 người/km².

## Hành chính
Phường 7 được chia thành 5 khu phố.

## Lịch sử
Địa bàn Phường 7 hiện nay trước năm 1975 là ấp Mỹ Hóa thuộc xã An Hội, quận Trúc Giang, tỉnh Kiến Hòa. Sau năm 1975, ấp Mỹ Hóa được chuyển thành xã Mỹ Hóa thuộc thị xã Bến Tre.
Ngày 14 tháng 3 năm 1984, Hội đồng Bộ trưởng ban hành Quyết định 41-HĐBT. Theo đó, giải thể xã Mỹ Hóa để thành lập Phường 7.